# Vegetable staticks
Vegetable staticks (con el nombre completo de  Vegetable staticks, or, An account of some statical experiments on the sap in vegetables : being an essay towards a natural history of vegetation : also, a specimen of an attempt to analyse the air, by a great variety of chymio-statical experiments; which were read at several meetings before the Royal Society) es un libro publicado por el botánico inglés Stephen Hales en 1727.
El libro contiene numerosos experimentos sobre Fisiología Vegetal, como por ejemplo, la pérdida de humedad de las plantas por transpiración, la tasa de crecimiento de las hojas y los tallos, las variaciones de la fuerza de las raíces a diferentes horas del día.